# Магдалена Сибілла Гессен-Дармштадтська
Магдалена Сибілла Гессен-Дармштадтська (нім. Magdalena Sibylla von Hessen-Darmstadt, 28 квітня 1652 — 11 серпня 1712) — німецька шляхтянка, донька ландграфа Гессен-Дармштадтського Людвіга VI та Марії Єлизавети Гольштейн-Готторпської, дружина герцога Вюртемберзького Вільгельма Людвіга.

## Біографія
Магдалена Сибілла народилась 28 квітня 1652 року в Дармштадті. Вона була первістком в родині спадкоємного принца Гессен-Дармштадту Людвіга та його першої дружини Марії Єлизавети Гольштейн-Готторпської. Згодом у дівчинки з'явилося четверо сестер і троє братів. 1661 року батько успадкував ландграфський престол Гессен-Дармштадту. Мати померла при пологах, коли Магдалені виповнилося тринадцять. Дівчинку виховувала тітка Ядвіґа Елеонора, що була королевою Швеції. У Стокгольмі Магдалена набула глибоких релігійних переконаннь, що стали основою всього її подальшого життя. Під час візиту до Швеції вюртемберзького принца Вільгельма Людвіга відбулося його заручення із Магдаленою Сибіллою.
Магдалена побралася із Вільгельмом Людвігом 6 листопада 1673 року у Дармштадті. Менше ніж за рік її чоловік став повноправним правителем Вюртембергу. У шлюбі з ним у Магдалени Сибілли народилося четверо дітей. Вільгельм Людвіг раптово помер від серцевого нападу 27 червня 1677 року. За чотири місяці народилася їхня молодша донька. Після смерті чоловіка Магдалена Сибілла стала регенткою при неповнолітньому сині Ебергарді, який мав право зайняти престол лише по досягненні 16-річчя.
Завдяки глибокій побожності та обережністю у прийнятті рішень герцогиня була дуже популярною. Її релігійні почуття знаходили вихід у численних гімнах, що їх писала Магдалена. Деякі з них отримали постійне місце у протестантських псалтирях. З 1690 по 1692 придворним органістом і музикантом при вюртемберзькому дворі Магдалени Сибілли був композитор Йоганн Пахельбель.

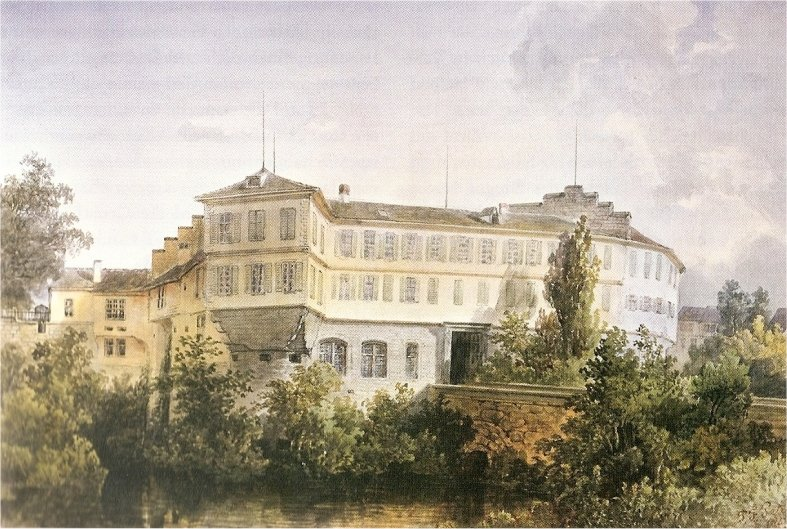
Палац Кірхгайм

По досягненні сином віку, коли він міг виконувати обов'язки правителя, Магдалена перебралася до палацу Кірхгайм.
У 1697 році її діти поодружувалися: Ебергард у травні побрався із Йоганною Баден-Дурлаською, а Вільгельміну у червні пошлюбив рідний брат Йоганни Карл Баден-Дурласький. 
Померла вона у 60-річному віці у Кірхґаймі-унтер-Тек.

## Родина

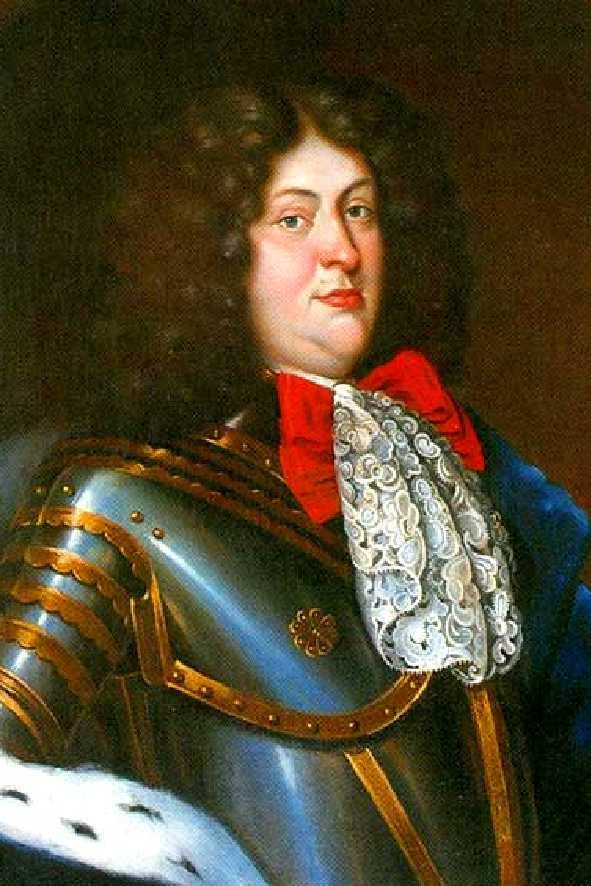
Вільгельм Людвіг Вюртемберзький

Чоловік — Вільгельм Людвіг, герцог Вюртемберзький
Діти:
- Елеонора Доротея (1674—1683) прожила 8 років;[1]
- Ебергардіна Луїза (1675—1707) одружена не була, дітей не мала;[2]
- Ебергард Людвіг (1676—1733) — наступний герцог Вюртемберзький, одружений із Йоганною Єлизаветою Баден-Дурлаською, мав одного сина.
- Магдалена Вільгельміна (1677—1742) одружена з маркграфом Баден-Дурлаським Карлом III Вільгельмом, мала трьох дітей.